# Austin Trevor
Claude Austin Trevor Schilsky, född 7 oktober 1897, död 22 januari 1978, var en nordirländsk skådespelare som hade en lång karriär inom film och TV.
Han spelade prästen i John Galsworthys Escape vid världspremiären i Londons West End 1926 och var sedan den enda medverkande i pjäsen att flytta med till uppsättningen i New York i Broadway-produktionen ett år senare. Han var sedan den första skådespelaren som spela Agatha Christies detektiv Hercule Poirot då han medverkade i tre brittiska filmer under början av 1930-talet: Alibi (1931), Black Coffee (1931) och Tretton vid bordet (1934). 1965 spelade han återigen Poirot i The Alphabet Murders. Han uppgav att han bara fick Poirot-rollen för att han kunde tala med fransk accent.